# Антоній (Черемисов)
Митрополит Антоній (в миру Іван Іванович Черемисов; 17 листопада 1939, Терновка, Терновський район, Воронезька область) — архієрей Російської православної церкви на спокої, колишній митрополит Орловський і Болховский.

## Життєпис
Народився 17 листопада 1939 року у станиці Терновка Воронезької області в сім'ї робітника.
У 1946 разом з батьками переїхав до Вільнюса, закінчив середню школу і музичний технікум. Служив вівтарником, співав на крилосі у Свято-Духівському монастирі.
У 1957 вступив у Мінську духовну семінарію. Закінчив Московську духовну семінарію в 1968, Московську духовну академію в 1972, аспірантуру МДА в 1975 році зі ступенем кандидата богослов'я.
7 квітня 1971 прийняв постриг і 14 квітня висвячений на ієродиякона. 4 листопада 1972 висвячений на ієромонаха.
У 1975—1979 — благочинний Свято-Духівського монастиря у Вільнюсі.
У 1979—1982 — настоятель Благовіщенського собору в Каунасі. У 1979 році возведений у сан ігумена .
У 1982-1985 — заступник настоятеля Патріаршого подвір'я в Токіо (Японія).
У 1986-1989 — благочинний Свято-Данилового монастиря в Москві.
24 березня 1987 митрополитом Херсонським Сергієм Петровим зведений у сан архімандрита.

### Архієрейство
10 квітня 1989 постановою патріарха Пимена і Священного синоду призначено бути єпископом Віленським і Литовським.
22 квітня 1989 хіротонізований у сан єпископа Віленського і Литовського. Посвяту звершили у Троїцькому соборі Свято-Данилового монастиря: митрополити Крутицький і Коломенський Ювеналій Поярков, Волоколамський і Юр'ївський Питирим Нечаєв; архієпископи Тульський і Белевський Максим Кроха, Володимирський і Суздальський Валентин Міщук, Зарайський Алексій Кутєпов і єпископ Можайський Григорій Чирков.
25 січня 1990 став єпископом Тобольським і Тюменьським (кафедра відтворена). З 20 липня того ж року призначений єпископом Красноярським і Єнісейським. 19 лютого 1999 возведений у сан архієпископа.
З 17 липня по 29 грудня 1999 тимчасово керував Абаканською і Кизильською єпархією.
Рішенням Священного синоду від 30 травня 2011 року у зв'язку з утворенням Єнісейської єпархії присвоєно титул Красноярський і Ачинський.
5 жовтня 2011 призначений архієпископом Орловським і Лівенським.
Рішенням Священного синоду від 25 липня 2014 у зв'язку з утворенням Орловської митрополії титул архієпископа змінений на Орловський і Болховський. 28 серпня 2014 в Успенському соборі Московського Кремля зведений в сан митрополита.
26 лютого 2019 рішенням Священного синоду зачислений на спокій з висловленням подяки за багаторічне архіпастирське служіння. Місцем перебування на спокої визначене місто Орел.
13 квітня того ж року, зустрічаючи нового правлячого архієрея Орловської єпархії архієпископа Тихона Доровських, Антоній відзначав: «Згадуючи своє служіння тут протягом семи років, хочу сказати, що я переконався у своєму уявленні про те, що тут живуть прекрасні православні люди».

## Публікації
статті
- Святые Виленские мученики Антоний, Иоанн и Евстафий — исповедники Православия в Литве // Журнал Московской Патриархии. М., 1977. № 3. стр. 63-68.
- Насущная проблема (Et Cathedra). // Духовные школы Красноярско-Енисейской епархии. 1996. Вып. 2. С. 4-5.
- Божественная истина не делима. // «Воскресная школа», № 28/2001
- Сотериологическая сущность Божественной литургии: Богословская лекция. // Журн. Красноярско-Енисейской епархии. Красноярск, 2001. [Вып. 2]. С. 4-15.
- Сотериологическая сущность Божественной литургии: Богословская лекция. Часть 2: Синопсис Божественной литургии. // Там же. 2002. [Вып. 3]. С. 4-13.
- Под благодатным Покровом // Православное слово Сибири. 2002. № 9-10. С. 3.
- Высота духа должна служить людям // Дни культуры и духовности Сербии и Черногории в Красноярске: Программа. — Красноярск: Культурн. центр «Красноярское Воскресение», 2005. С.4.
- Глобализация. Тезисы Джорджа Сороса и неадекватность их восприятия для мировых сообществ: Выступление на Международном научно-экономическом симп. по теме «Экономическая уния (союз) стран Восточной и Юго-Западной Европы в условиях глобализации», состоявшемся 26-27 мая 2005 г. в Белграде // Православное слово Сибири. Красноярск, 2005. № 11. С.10-11. № 12. С.10-11.
- За живой водой. Отдание праздника Богоявления: Слово архипастыря, произнесенное 14/27 января с.г. в Свято-Покровском кафедральном соборе г. Красноярска // Православное слово Сибири. 2002. № 2-3. С. 24-25.
- «…и увидим правду Его» (Мих. 7:9): Слово при освящении храма св. Матроны Московской в Канской детской воспитательной колонии 5/23 сент. 2005 г. // Православное слово Сибири. 2005. № 9. С.6
- История святого апостола Павла: Лекции, прочитанные студентам ВБПК в 1996—1997 гг. // Духовные школы Красноярско-Енисейской епархии. 1996. Вып. 4. С. 20-22; 1999. Вып. 5. С. 23-25; 2000. Вып. 6. С. 15-16.
- К 15-летию детско-юношеского духовного хора «София» // Красноярскому муниципальному детско-юношескому духовному хору «София» — 15 лет. — Красноярск: 2006. — С. 2.
- К организаторам и участникам Международной фотовыставки «Сербия, 25-й кадр…». // «Сербия, 25-й кадр…». Красноярск: Пресс-служба Красноярской епархии: Культур. центр «Красноярское Воскресение», 2003. [С.2].
- Наследие Православия: Слово за богослужением в неделю Торжества Православия 7/20 марта 2005 г. // Православное слово Сибири. Красноярск. 2005. № 3. С. 4-5.
- Нравственное воспитание молодежи: Доклад, прочитанный на заседании IV съезда Сибирского народного собора, состоявшемся 19-20 февраля 2004 г. в г. Красноярске // Православное слово Сибири. 2004. № 2. С. 4-5.
- Обращение к участникам V Красноярских краевых образовательных Рождественских чтений в день их открытия 12 января 2004 года. // Пятые Рождественские образовательные чтения в Красноярске: Сб. материалов. — Красноярск: Епархиальный отд. по религиозному образованию и катехизации, 2004. С. 3-6.
- Слово, произнесенное в день празднования Радоницы 7/20 апреля 2004 г. в храме-часовне прп. Даниила Ачинского г. Красноярска. // Православное слово Сибири. 2004. № 4. С. 3.
- Слово, произнесенное в день Попразднства Богоявления и Собора Предтечи и Крестителя Господня Иоанна в Св.-Иоанно-Предтеченском храме г. Красноярска 20 января 2003 г. // Православное слово Сибири. 2003. № 2. С. 3.
- Слово архипастыря // Православное слово. Красноярск: 2001. Авг.-сент. С. 3.
- Слово архипастыря, произнесенное 15 января с.г. в храме прп. Серафима Саровского в г. Зеленогорске // Православное слово Сибири. 2002. № 2-3. С. 6-7.
- Слово архипастыря, произнесенное 8 января с.г. в Свято-Благовещенском монастыре г. Красноярска // Там же. 2002. № 2-3. С. 5.
- Слово на открытии Красноярских краевых Рождественских чтений. // Рождественсике образовательные чтения в Красноярске: Выст. и докл. Красноярск: Б.и., 2003 г. С. 5-11.
- Слово произнесенное в праздник Усекновения Главы Иоанна Предтечи 29 августа / 11 сентября 2003 г. в Свято-Покровском кафедральном соборе г. Красноярска // Православное слово Сибири. 2003. № 8. С. 4-5.
- Слово, произнесенное в Свято-Покровском кафедральном соборе г. Красноярска в Прощеное воскресение 24/9 марта 2003 г. // Там же. 2003. № 4. С. 2-3.
- Слово, произнесенное в Свято-Трехсвятительском храме г. Красноярска 30/12 февраля 2003 г. // Там же. 2003. № 3. С. 2-3.
- Слово, произнесенное в день Святой Троицы 17/30 мая 2004 г. от Р. Х. в Св.-Троицком соборе г. Красноярска // Там же. 2004. № 5. С. 4-5.
- Три рождения человеческих: Гражданская проповедь 1993 года // Выбор судьбы: Современная Россия глазами русских архиереев. СПб.: Царское дело, 1996. С. 195—198; То же. // Советская Россия. 1993. 9 сент. (Русь Православная; № 6.).
- [Христос Воскресе!] // VII Пасхальный фестиваль искусств и благотворительности в Красноярске, 2004. — Красноярск: Красноярский общественный православный фонд, 2004. С. 2.

книги
- Архиепископ Антоний. Выбор судьбы: юбилейное изд. [Сб. статей и материалов]. Красноярск: Изд. центр «Красноярское Воскресение», 2004.
- Возрожденная епархия: Ист.-публ. и лит.-худож. альманах. Вып. 1 / Гл. ред. Архиепископ Красноярский и Енисейский Антоний. Красноярск: Медиа-центр «Православное слово Сибири», 2005.
- Главное в жизни — служение Церкви Христовой: Интервью / Православное слово Сибири. Красноярск: 2004. № 10-11. С.14-15.
- О канонизации исповедника и подвижника Енисейской земли старца Даниила Ачинского (Даниила Корнеевича Делиенко, 1784—1843) в лике местночтимых сибирских святых. О канонизации архиепископа Луки (Войно-Ясенецкого, 1877—1961) в лике местночтимых сибирских святых, в красноярской земле просиявшего. Красноярск: Буква, 1999.
- Пасхальное послание честным пастырям, братии и сестрам святых обителей. Красноярск: Изд. центр «Красноярское Воскресение», 2003.
- Пасхальное послание Всечестной пастве Красноярского края, Таймыра и Эвенкии. — Красноярск: Красноярское воскресение, 2004.
- Пасхальное послание Всечестной пастве Красноярского края, Таймыра и Эвенкии. — Красноярск: Красноярское Воскресение: Центр по изд. деятельности и спецпроєктам Красноярской епархии, 2005.
- Пасхальное послание Всечестной пастве Красноярского края, Таймыра и Эвенкии // Возрожденная епархия: Ист.-публ. и лит.-худож. альманах. Вып. 1. — Красноярск: Медиа-центр «Православное слово Сибири», 2005.
- Проф. Н. Н. Глубоковский и его труд «Благовестие св. ап. Павла по его происхождению и существу»: Дис. канд. богословия. / Моск. духовн. акад. Загорск, 1972. [рукоп.].
- Рождественское послание честным пастырям, братии и сестрам святых обителей. — Красноярск: Изд. центр «Красноярское Воскресение», 2002/2003.
- Рождественское послание Всечестной пастве Красноярского края, Таймыра и Эвенкии. — Красноярск: Красноярское Воскресение: Пресс-служба Красноярск. епархии, 2003/2004.
- Рождественское послание Всечестной пастве Красноярского края, Таймыра и Эвенкии. — Красноярск: Центр по изд. деятельности и спецпроєктам Красноярской епархии, 2004/2005.
- Рождественское послание Всечестной пастве Красноярского края, Таймыра и Эвенкии. — Красноярск: Красноярск. Воскресение: Центр по издательской деятельности и спецпроєктам Красноярско-Енисейской епархии, 2005/2006.

## Нагороди

### Світські
- Орден «За заслуги перед Вітчизною» III ступеня (9 вересня 2019) — за великий внесок у розвиток духовних і культурних зв'язків, активну просвітницьку діяльність[9]
- Орден «За заслуги перед Вітчизною» IV ступеня (16 червня 2010 року) — за великий внесок у розвиток духовно-моральних традицій та активну просвітницьку діяльність[10][11]
- Орден Пошани (8 червня 2005 року) — за заслуги в розвитку духовних і культурних традицій[12]
- Орден Дружби (22 грудня 1999) — за заслуги перед державою, багаторічну сумлінну працю та вагомий внесок у зміцнення дружби і співпраці між народами[13]
- медаль Федеральної служби Державної статистики (2008)[14]

### Церковні
- Орден святого преподобного Серафима Саровського I ступеня (2014 рік)[15]
- Орден святителя Алексія митрополита Московського і всієї Русі II ступеня (2009 рік)[16]
- Орден преподобного Сергія Радонезького II ступеня (1989 рік)
- Орден святого благовірного князя Данила Московського II ступеня (1999 рік)
- Орден святого преподобного Серафима Саровського II ступеня (2007 рік)[17]
- Орден святителя Інокентія, митрополита Московського і Коломенського II ступеня (2004 рік)
- Хрест і медаль св. ап. Івана Богослова Елладської Православної Церкви